# Bahnhof Uraga
Der Bahnhof Uraga (jap. 浦賀駅, Uraga-eki) ist ein Bahnhof auf der japanischen Insel Honshū. Er wird von der Bahngesellschaft Keikyū betrieben und befindet sich in der Präfektur Kanagawa auf dem Gebiet der Stadt Yokosuka.

## Verbindungen
Uraga ist die südliche Endstation der Keikyū-Hauptlinie, die überwiegend dem Westufer der Bucht von Tokio folgt und den nördlichen Teil der Miura-Halbinsel mit Tokio verbindet. Tagsüber fahren Nahverkehrszüge im Zehn-Minuten-Takt von Uraga über Kanazawa-hakkei und Yokohama nach Shinagawa, mit Halt an allen Bahnhöfen. Einzelne Züge am Morgen gehören zur Schnellzuggattung Tokkyū (Limited Express) und werden in Sengakuji zur Asakusa-Linie der U-Bahn Tokio durchgebunden. Auf dem Bahnhofsvorplatz befinden sich mehrere Bushaltestellen, die von neun Linien der Gesellschaft Keihin Kyūkō Bus bedient werden.

## Anlage
Der Kopfbahnhof steht am östlichen Rand des zur Stadt Yokosuka gehörenden Ortes Uraga, unmittelbar am Fuß eines steil aufragenden und bewaldeten Hügels. Die Gegend ist touristisch geprägt. In der näheren Umgebung befinden sich der historische Hafen mit der ehemaligen Uraga-Werft, der Nishikano-Schrein, das Yokosuka-Kunstmuseum und der Kannonzaki-Leuchtturm am Kannon-Kap.
Die Anlage ist von Norden nach Süden ausgerichtet und umfasst zwei auf einem Bahndamm befindliche Gleise, die beide dem Personenverkehr dienen. Sie liegen an einem überdachten Mittelbahnsteig und enden stumpf an einem Kopfbahnsteig. Das zweigeschossige Empfangsgebäude besitzt einen annähernd dreieckigen Grundriss und schmiegt sich an den Hang des Hügels. Treppen und Aufzüge führen zum Bahnhofsvorplatz an der Südseite hinunter, eine schmale Zufahrt führt zu einem kleinen Vorplatz an der Nordwestseite, wo auch ein Supermarkt der konzerneigenen Kette Keikyū Store steht.
Im Fiskaljahr 2019 nutzten durchschnittlich 20.199 Fahrgäste täglich den Bahnhof.

## Bilder

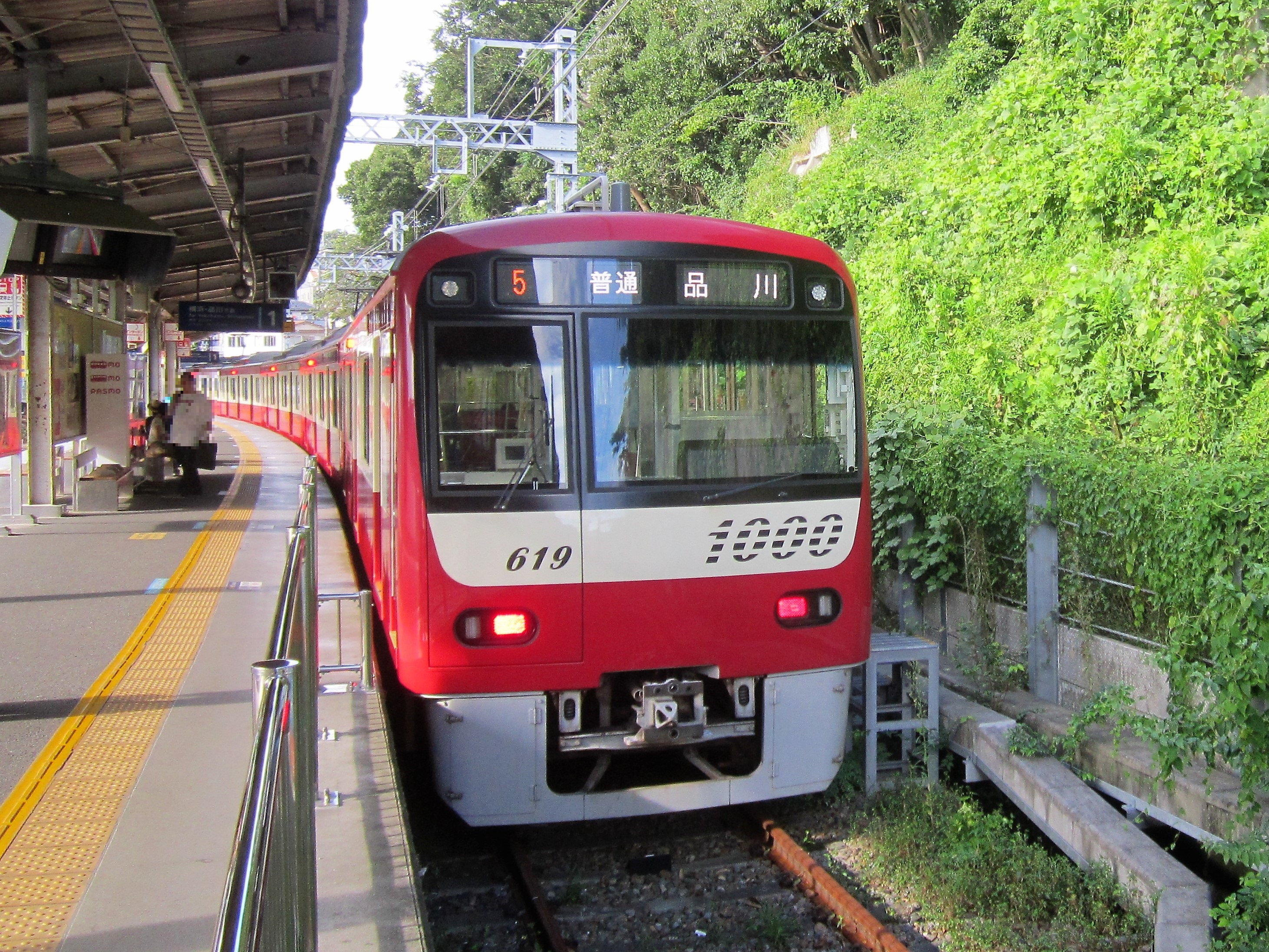
Zug der Baureihe 1000
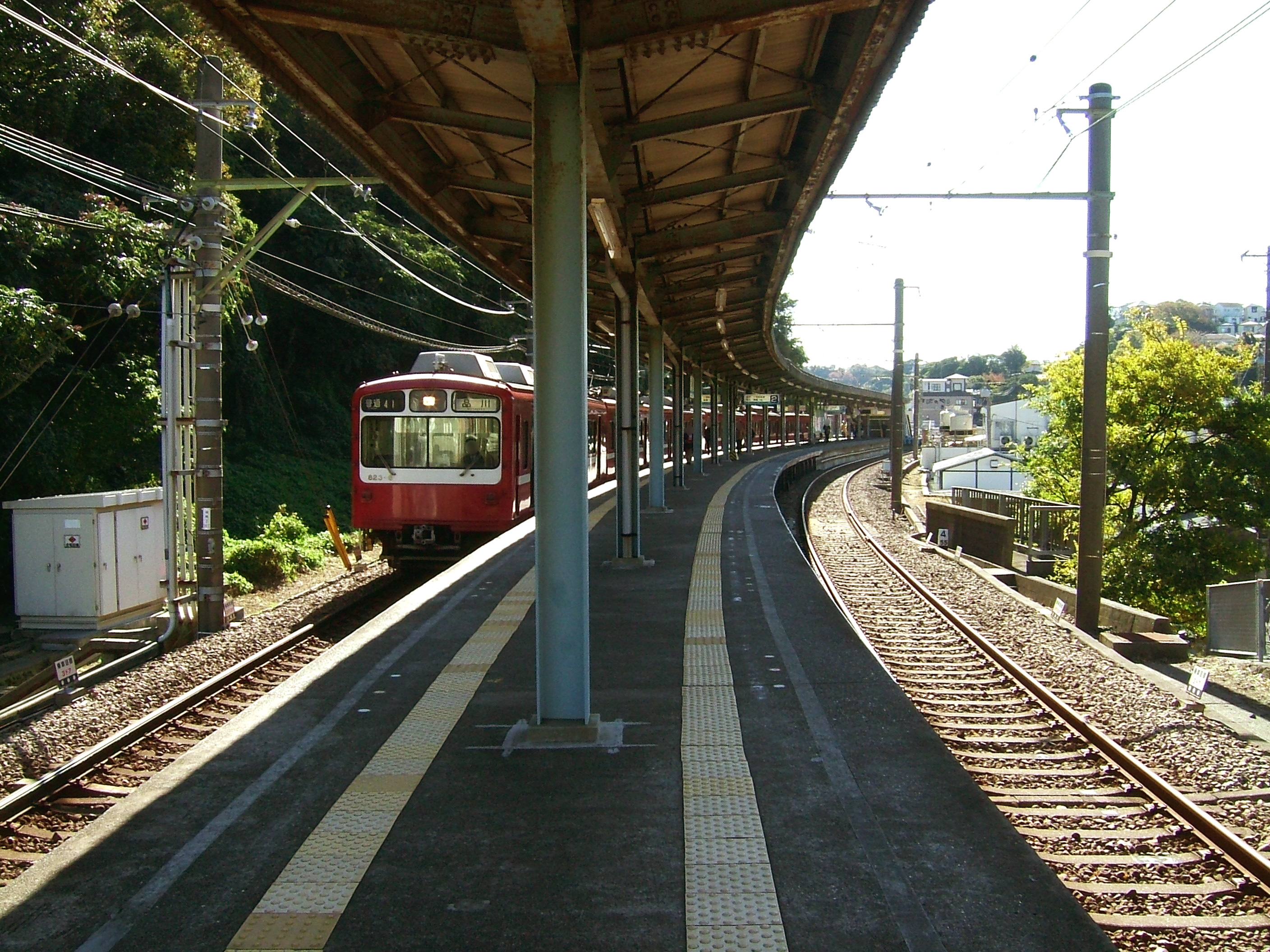
Blick auf den Bahnsteig

## Gleise
| 1/2 | ▉ Keikyū-Hauptlinie | Kanazawa-hakkei • Yokohama • Shinagawa • Oshiage |

## Linien
| Verlauf der Keikyū-Hauptlinie |
| --- |
| Sengakuji • Shinagawa • Kitashinagawa • Shimbamba • Aomono-yokochō • Samezu • Tachiaigawa • Ōmorikaigan • Heiwajima • Ōmorimachi • Umeyashiki • Keikyū Kamata • Zōshiki • Rokugōdote • Keikyū Kawasaki • Hatchōnawate • Tsurumi-Ichiba • Keikyū Tsurumi • Kagetsu-sōjiji • Namamugi • Keikyū Shinkoyasu • Koyasu • Kanagawa-Shimmachi • Keikyū Higashi-kanagawa • Kanagawa • Yokohama • Tobe • Hinodechō • Koganechō • Minamiōta • Idogaya • Gumyōji • Kamiōoka • Byōbugaura • Sugita • Keikyū Tomioka • Nōkendai • Kanazawa-bunko • Kanazawa-hakkei • Oppama • Keikyū Taura • Anjinzuka • Hemi • Shioiri • Yokosuka-chūō • Kenritsudaigaku • Horinouchi • Keikyū Ōtsu • Maborikaigan • Uraga |

## Geschichte
Die Bahngesellschaft Shōnan Denki Tetsudō eröffnete den Bahnhof am 1. April 1930, als Teil einer 30 km langen, von Koganechō bis hierher führenden Strecke. Zusammen mit der in Kanazawa-hakkei abzweigenden Strecke nach Zushi bildete sie zunächst für etwas mehr als anderthalb Jahre einen Inselbetrieb. Am 26. Dezember 1931 folgte die Eröffnung des Teilstücks von Koganechō nach Yokohama, sodass nun Anschluss in Richtung Tokio bestand. Am 1. November 1941 wurde die Shōnan Denki Tetsudō von der Keihin Denki Tetsudō übernommen. Diese wiederum ging am 1. Mai 1942 im Daitōkyū-Konglomerat auf. 1947 beschlossen die Daitōkyū-Aktionäre die Auflösung des finanziell angeschlagenen Konglomerats und am 1. Juni 1948 nahm das Unternehmen seine Geschäftstätigkeit unter dem neuen Namen Keihin Kyūkō Dentetsu (abgekürzt Keikyū) wieder auf.
Der Bahnhof lag ursprünglich ebenerdig auf dem Gelände des heutigen Busterminals. 1957 wurde er an seinem heutigen Standort auf einem Bahndamm neu errichtet. 1972 verlängerte man den Bahnsteig, sodass er seither Züge mit acht anstatt wie bisher mit sechs Wagen aufnehmen kann. 1974 erfolgte eine Modernisierung des Empfangsgebäudes.